# جبل فيرويذر
جبل فيرويذر (تم نشره رسميًا باسم جبل فيرويذر في كندا)، هو أعلى جبل في مقاطعة كولومبيا البريطانية الكندية، حيث يبلغ ارتفاعه 4653 مترًا (15،266 قدمًا). يقع على بعد 20 كم (12 ميل) شرق المحيط الهادئ على الحدود بين الولايات المتحدة وكندا بين ألاسكا وغرب كولومبيا البريطانية. يقع معظم الجبل داخل خليج ومحمية غليسر الوطنية في مدينة وبلدة ياكوتات بألاسكا، على الرغم من أن القمة تقع على حدود متنزه مقاطعة تاتشينشيني-ألسيك، كولومبيا البريطانية. تم تعيينها أيضًا على أنها قمة الحدود 164 أو نقطة حدود الولايات المتحدة/كندا رقم 164.

## التسمية
تم تسمية الجبل في 3 مايو 1778 من قبل الكابتن جيمس كوك، على ما يبدو بسبب الطقس الجيد غير المعتاد الذي كان سائدًا في ذلك الوقت. تمت ترجمة الاسم إلى العديد من اللغات. أطلق عليه لا بيروس (1786، الأطلس) اسم "جبل بوتيمبس"، و"جبل بوين-تيمبو" بواسطة جاليانو (1802).

## الجغرافيا
يقع جبل فيرويذر فوق خليج غلاسير مباشرةً في سلسلة جبال فيرويذر بجبال سينت إلياس. يمثل جبل فيرويذر أيضًا الطرف الشمالي الغربي من جنوب شرق ألاسكا.
مثل العديد من القمم في جبال سينت إلياس، يتمتع جبل فيرويذر بارتياح عمودي كبير بسبب ارتفاعه الكبير من خليج غلاسير. ومع ذلك بسبب سوء الأحوال الجوية في المنطقة، عادة ما يكون هذا التأثير محجوبًا بالسحب التي غالبًا ما تخفي القمة عن الأنظار.

## الطقس
على الرغم من اسمه، فإن جبل فيرويذر يعاني من ظروف مناخية قاسية بشكل عام. يستقبل أكثر من 100 بوصة (254 سم) من الأمطار كل عام (معظمها ثلج) وتشهد درجات حرارة تبلغ حوالي -50 درجة فهرنهايت (−46 درجة مئوية).